# Władysław Mamert Wandalli

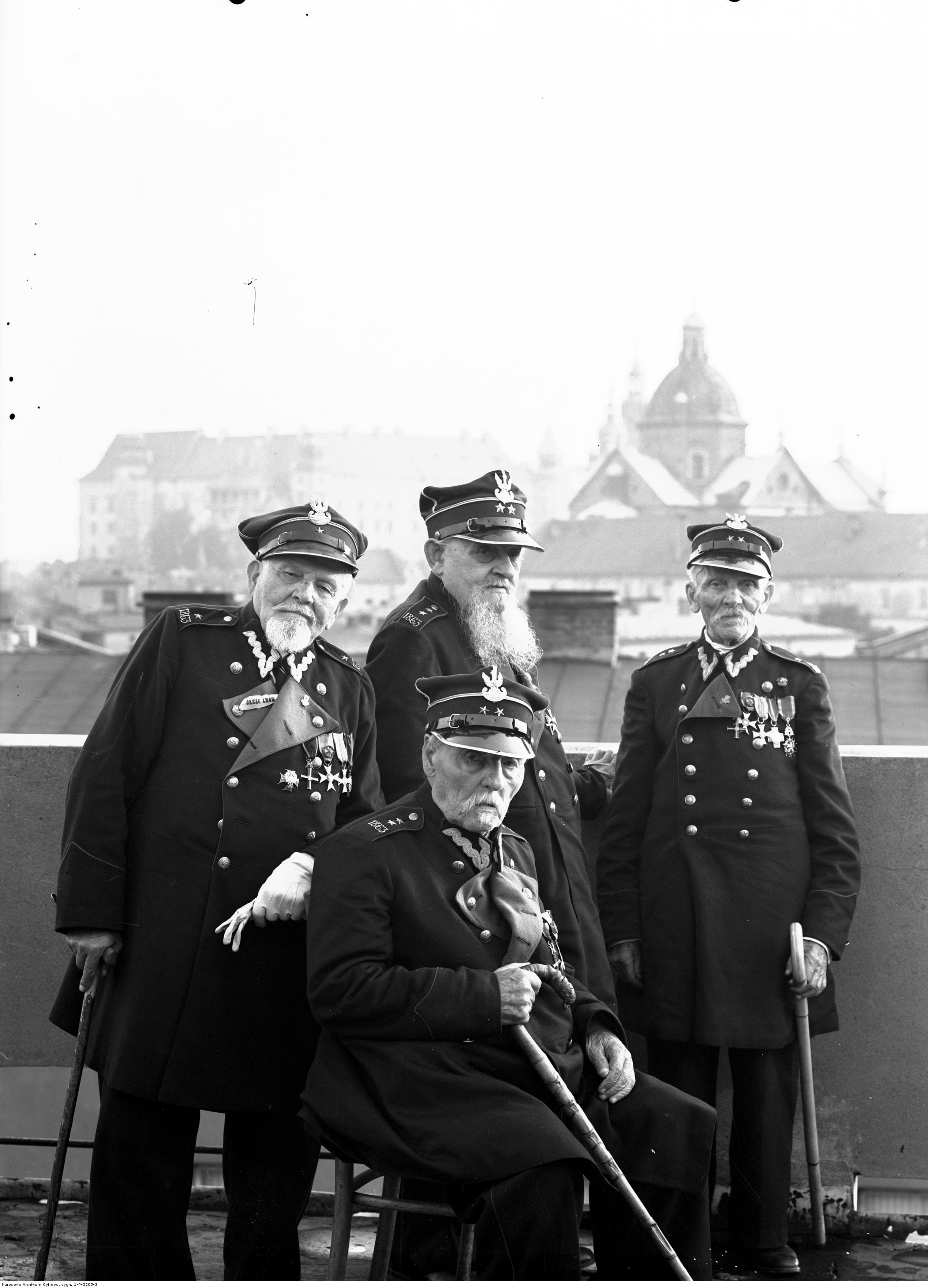
Mamert Wandalli wraz z weteranami powstania 1863 r. Od lewej Antoni Süss, Mamert Wandalli, Walenty Milczarski, siedzi Wiktor Malewski.

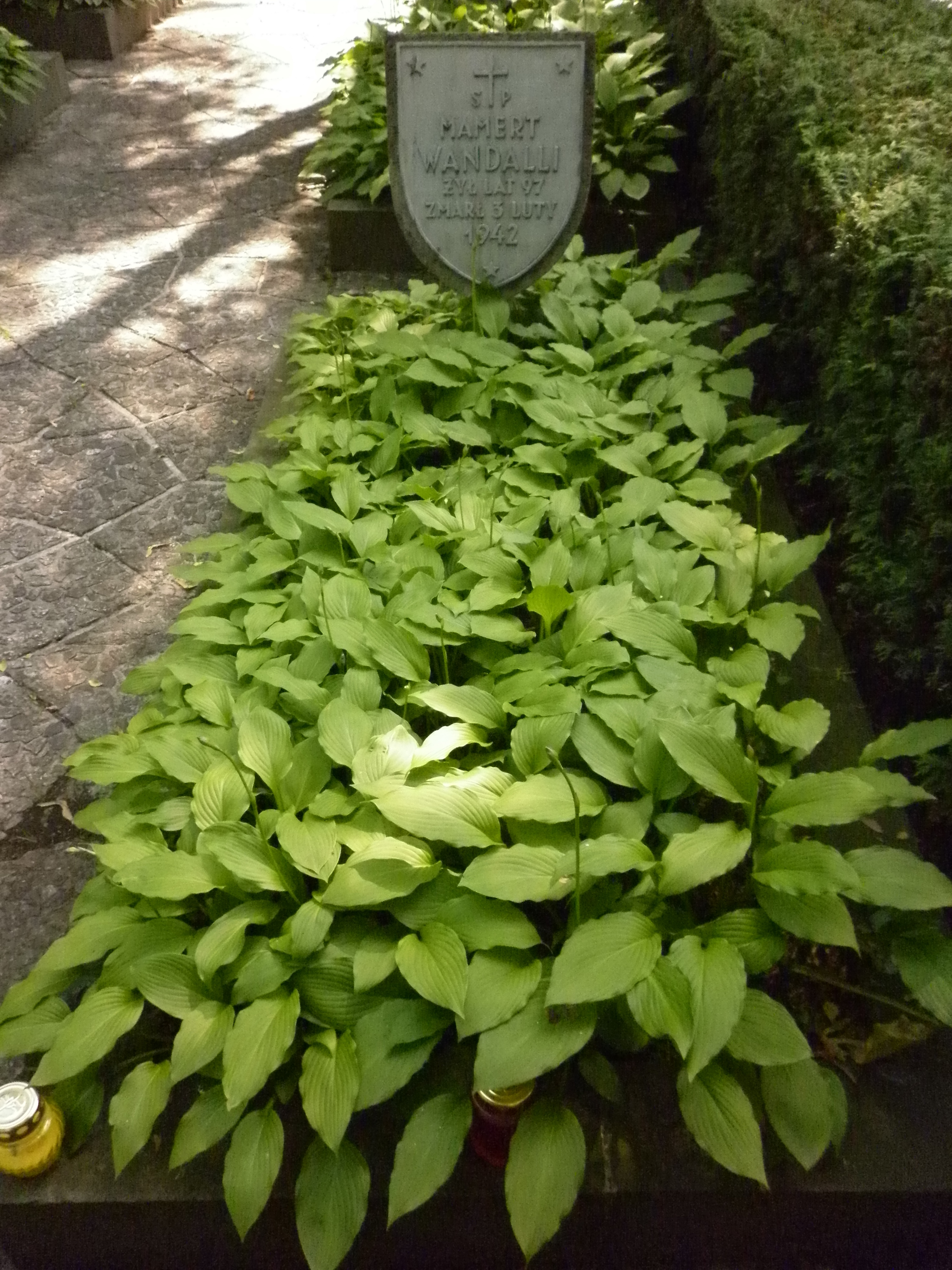
Grób Mamerta Wandallego na Cmentarzu Wojskowym na Powązkach

Władysław Mamert Wandalli, także Vandalli (ur. 11 maja 1855 w Łowiczu jako Mamertyn Wandel, zm. 3 lutego 1942 w Warszawie) – urzędnik, artysta i literat; mistyfikator, w okresie II Rzeczypospolitej podający się za uczestnika powstania styczniowego i uważany za jednego z najdłużej żyjących weteranów tego powstania.

## Rzekomy życiorys
Miał być potomkiem włoskiej rodziny Vandall. Jego ojcem był ponoć Konstanty, który jakoby przybył na ziemie polskie w 1830 i walczył w szeregach powstańców listopadowych, a po powstaniu, ukrywając się przed Rosjanami, spolszczył nazwisko na Wandalli.
Mamert Wandalli podawał się za uczestnika powstania styczniowego w 1863. Miał brać udział w organizowaniu cywilnego Rządu Narodowego w Rawie Mazowieckiej, następnie walczyć w oddziale generała Antoniego Jeziorańskiego i uczestniczyć w bitwach m.in. pod Rawą Mazowiecką i pod Lubochnią. Miał też być aresztowany, ale zsyłki uniknął.
W późniejszym okresie pracował jako urzędnik, ponadto zajmował się badaniami historycznymi, pisał wiersze i malował. W czasie I wojny światowej został ewakuowany do Rosji, powrócił do Polski w 1919.

## Po 1918 roku
Po odzyskaniu przez Polskę niepodległości (1918) w okresie II Rzeczypospolitej został awansowany do stopnia podporucznika weterana Wojska Polskiego, podobnie jak inni żyjący wówczas weterani powstania styczniowego. Podczas uroczystości odznaczenia powstańców-weteranów 23 stycznia 1938 w Warszawie przemówił w imieniu uhonorowanych.
22 stycznia 1936 władze podarowały mu dom przy ul. POW nr 7 na podwarszawskim Boernerowie (nazywanym wówczas Kolonią im. Aleksandry Piłsudskiej). Klucze do domu wręczył  Melchior Wańkowicz, wówczas sekretarz generalny Stowarzyszenia Bratnia Pomoc Uczestnikom Walk o Niepodległość. Prócz Wandallego dom na tym osiedlu otrzymał także jeden z weteranów powstania styczniowego.
Zmarł w 1942 roku. Został pochowany na cmentarzu Wojskowym na Powązkach w kwaterze 13C-1-17.

## Ujawnienie mistyfikacji
Informacje o udziale Wandallego w powstaniu styczniowym i wiedza o jego pochodzeniu opierały się na przekazach, które on sam podawał po 1918 roku. W 2015 roku informacje te zakwestionowano, gdy ujawniono dokumenty aktu stanu cywilnego, w tym jego akt urodzenia (parafia w Łowiczu), z których wynika, że Wandalli urodził się w 1855 i w chwili wybuchu powstania miał zaledwie 8 lat. Wiek ten potwierdzają również dane zawarte w aktach urodzenia jego dzieci.
Był trzykrotnie żonaty i miał przynajmniej dziesięcioro dzieci. Jedną z jego córek była Zofia Halina Uniśkiewicz-Weber (ur. 29 listopada 1915, zm. 5 stycznia 2008) – działaczka społeczna związana z ZHP i ZNP.

## Odznaczenia
- Krzyż Niepodległości (10 listopada 1930, za pracę w dziele odzyskania niepodległości)[9][10]
- Krzyż Oficerski Orderu Odrodzenia Polski
- Złoty Krzyż Zasługi
- Odznaka pamiątkowa "Krzyż na Śląskiej Wstędze Waleczności i Zasługi"
- Medal Dziesięciolecia Odzyskanej Niepodległości
- Krzyż Siedemdziesięciolecia Powstania Styczniowego
- Order Lwa Białego V Klasy (wojskowy) – Czechosłowacja